# Llayo
Llayo es un barrio perteneciente al Concejo de San Sebastián (junto con Tama, Ojedo y Aliezo) del municipio de Cillorigo de Liébana en la comarca de Liébana (Cantabria).
Se encuentra a una altitud de 345 metros. En 2008 contaba con 3 habitantes.
En el siglo XVIII pertenecía a la provincia de Burgos.
Según el Catastro de Ensenada en 1751 tenía trece vecinos, tres habitantes y una viuda. En cuanto al número de casas habitadas, según el mismo catastro eran 25.
Según el "Nomenclátor de las ciudades, villas, lugares, aldeas y demás entidades de población de España formado por la Dirección General de Estadística con referencia al 31 de diciembre de 1940. Provincia de Santander" de la Dirección General de Estadística, tenía 13 edificaciones de uso como vivienda y 10 para otros usos, 52 vecinos de derecho y 57 de hecho.
En el año 1957 las casas que había abiertas, es decir habitadas, eran 14: la casa de Claudia y Jesús, la de Piana e Isidro, la de Goria y Ángel, la de Consuelo, la de Ángel y Ángeles, la de Felisa, la de Teresa y Filia, la de Malia y Gorio, la de Vicente y Petra, la de Eusebio y Paula, Ramón y Rufina, la de Ambrosio y Luisa y la de Eduardo y Máxima. 
Es un pueblo donde se plantaban antiguamente cereales, como trigo y cebada, y legumbres, como garbanzos, lentejas, yeros (similar al guisante), etc. Se vivía de la ganadería: vacas, cabras, ovejas y cerdos. Casi cada casa tenía su viña para consumo propio del cual fabricaban su propio vino y orujo. Había también mucha fruta: ciruela, cereza, pera, manzana, nueces y castañas, entre otras. Actualmente se están rehabilitando algunas casas del pueblo.Actualmente se ha rehabilitado la casa de Eusebio y Paula.

## Fiestas
- Llayo celebra sus fiestas el día 10 de diciembre (Santa Eulalia).

## Monumentos
- Ermita de Santa Eulalia, obra gótica del siglo XV que cuenta con una imagen de la santa del siglo XVII.

- Datos: Q9023232